# Mihai Pintilii
 (août 2025).
Mihai Pintilii, né le 9 novembre 1984, est un footballeur international roumain qui évolue au poste de milieu défensif, en faveur du club roumain du Steaua Bucarest.

## Biographie

### Carrière en club
Avec le Steaua Bucarest, il participe à la phase de groupe de la Ligue des champions en 2013. Il joue quatre rencontres lors de ce tournoi, avec pour résultats deux nuls et deux défaites.
Il atteint avec le Steaua les huitièmes de finale de la Ligue Europa en 2013, puis les seizièmes de finale en 2018.
Il est promu capitaine du Steaua Bucarest lors de l'année 2014. Il atteint cette même année la finale de la Coupe de Roumanie, en étant battu aux tirs au but par l'Astra Giurgiu. Pintilii est titulaire lors de cette rencontre.
Il inscrit au cours de sa carrière, deux doublés dans le championnat de Roumanie. Il inscrit son premier doublé le 6 novembre 2010, alors qu'il est membre de l'équipe du Pandurii Târgu Jiu, à l'occasion de la 14e journée de championnat. Son équipe s'impose 4-1 lors de la réception du FCM Târgu Mureş. Il marque son second doublé le 2 mars 2013, avec le Steaua, lors de la 21e journée de championnat, à l'occasion de la réception du Gaz Metan Mediaș (victoire 3-0). 
Avec le club saoudien d'Al-Hilal FC, il atteint la finale de la Ligue des champions d'Asie en 2014, en étant battu par le club australien du Western Sydney Wanderers.

### Carrière en équipe nationale
Mihai Pintilii reçoit 44 sélections en équipe de Roumanie entre 2011 et 2018, inscrivant un but. Toutefois, certaines sources mentionnent seulement 43 sélections.
Il joue son premier match en équipe nationale le 10 août 2011, en amical contre Saint-Marin (victoire 0-1). Il entre en jeu au début de la seconde mi-temps, en remplacement de son coéquipier Gabriel Mureșan.
Le 12 octobre 2012, il délivre sa première passe décisive en équipe nationale, lors d'un match contre la Turquie rentrant dans le cadre des éliminatoires du mondial 2014 (victoire 0-1). Il inscrit son seul et unique but avec la Roumanie le 6 septembre 2013, contre la Hongrie, lors de ces mêmes éliminatoires (victoire 3-0).
En février 2015, il officie à deux reprises comme capitaine de la sélection, lors de matchs amicaux contre la Bulgarie (0-0), et la Moldavie (victoire 1-2).
Il participe ensuite au championnat d'Europe en 2016. Lors de cette compétition organisée en France, il dispute deux matchs : tout d'abord contre le pays organisateur, où il joue l'intégralité de la rencontre, puis contre la Suisse, où il joue la première mi temps avant de sortir sur blessure. Avec un bilan d'un nul et deux défaites, la Roumanie ne dépasse pas le premier tour.
Le 9 novembre 2017, il délivre sa deuxième passe décisive avec la Roumanie, lors d'une rencontre amicale face à la Turquie (victoire 2-0).
Il reçoit sa dernière sélection en équipe nationale le 7 septembre 2018, contre le Monténégro, lors de la première édition de la Ligue des nations (0-0).

## Palmarès

### Club
- Steaua Bucarest :
  - Champion de Roumanie en 2013 et 2014
  - Vice-champion de Roumanie en 2016, 2017, 2018 et 2019
  - Vainqueur de la Supercoupe de Roumanie en 2013
  - Vainqueur de la Coupe de la Ligue en 2016
  - Finaliste de la Coupe de Roumanie en 2014

- Al-Hilal :
  - Finaliste de la Ligue des champions de l'AFC en 2014